# Pomsta královny Anny

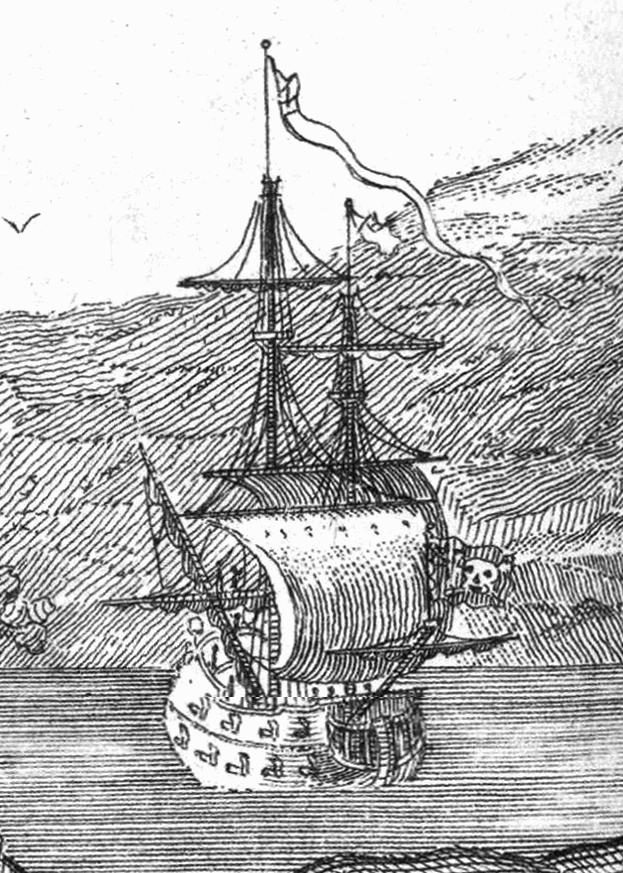
Ilustrace Pomsty královny Anny z roku 1736

Pomsta královny Anny (anglicky Queen Anne's Revenge) byla loď ze začátku 18. století, proslula zejména jako vlajková loď Edwarda Teache, spíše známého jako pirát Černovous. Ačkoli není přesně znám datum ani místo, kde byla loď zkonstruována, věří se, že byla postavena pro obchodní službu sídlící v anglickém Bristolu v roce 1710 a pojmenována Concord, později se ji zmocnili francouzští privatýři a přejmenovali ji na La Concorde. Poté, co několik let sloužila francouzským námořníkům (jako fregata i obchodní plavidlo – povětšinu času zejména k obchodu s otroky) se jí v roce 1717 zmocnil Černovous. Loď nebyla Černovousem využívána ani rok, ale za tu dobu se mu s ní podařilo zmocnit mnohé kořisti.
V květnu roku 1718 najel Černovous u pobřeží Severní Karolíny s lodí na mělčinu, zásoby a posádka byly přeloženy na menší plavidla. V roce 1996 se podařilo soukromé firmě Intersal Inc. nalézt zbytky tohoto plavidla a místo nálezu bylo přidáno do Národního registru historických památek USA.

## Historie
Loď, především známá pod jménem Pomsta královny Anny, vážila 200 tun a pravděpodobně byla postavena v roce 1710. Nějakou dobu byla využívána francouzským důstojníkem Reném Duguay-Trouinem, než byla pro potřeby obchodníka Reného Montaudina z Nantes přeměněna na loď pro převoz otroků a v roce 1713 v Peru nebo Chile prodána. V listopadu 1716 se na 5 měsíců opět dostala do vlastnictví Francouzského námořnictva, ale pak byla ve Francii prodána, aby opět sloužila k obchodování s otroky. 28. listopadu 1717 byla zajmuta Černovousem poblíž ostrova Svatý Vincent v oblasti Západní Indie.
Poté, co Černovous prodal v Martiniku její náklad otroků, udělal z ní svou vlajkovou loď, přidal další těžká děla a loď přejmenoval na Pomstu královny Anny. Jméno bylo možná inspirováno Válkou o španělské dědictví, známé také jako Válka královny Anny, během které Černovous sloužil v královském námořnictvu, nebo mohlo vyjadřovat sympatie k hnutí jakobitů (královna Anna byla posledním monarchou z rodu Stuartovců). Černovous plul s lodí od západního pobřeží Afriky do Karibiku a přepadával britské, nizozemské a portugalské obchodní lodě.
Krátce poté, co v květnu 1718 zablokoval přístav v Charlestonu a odmítl přijmout nabídku královské milosti, narazil Černovous 10. června 1718 u pobřeží Severní Karolíny s lodí na mělčinu. Černovous poté rozpustil svou posádku a přeložil zásoby na menší loď Adventure („Dobrodružství"). Několik členů posádky vysadil na malém ostrově poblíž, kde byli později zachráněni kapitánem Stedem Bonnetem. Někteří se domnívají, že Černovous možná najel na mělčinu schválně, aby to mohl využít jako záminku k rozpuštění své posádky. Zanedlouho se Černovous vzdal a přijal spolu s několika zbývajícími členy posádky královskou milost od guvernéra Charlese Edena v Bath v Severní Karolíně. I přes svůj slib se však k pirátství ještě ten samý rok vrátil a v listopadu 1718 zemřel v boji.

## Objev a vyzvednutí ostatků

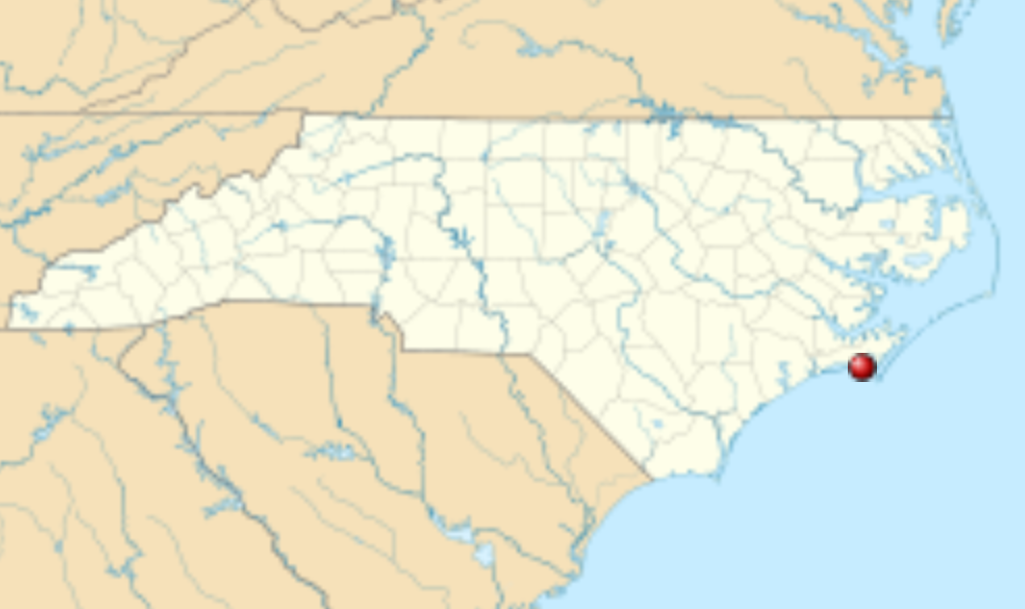
Poloha vraku lodi u Severní Karolíny

V listopadu 1996 objevila soukromá výzkumná firma Intersal Inc. vrak lodi, který podle ní patřil právě Pomstě královny Anny. Vrak leží v hloubce 8,5 metrů asi 1,6 km od pobřeží (34°41′44″N 76°41′20″W) poblíž města Atlantic Beach ve státě Severní Karolína, jehož je i majetkem, protože se nachází v jeho vodách.
V roce 2004 bylo místo nálezu zapsáno do amerického Národního registru historických památek.
V letech 2006 a 2007 byly vyzvednuty předměty, které podpořily tvrzení, že se jedná o vrak Pomsty královny Anny. Důkazem byl mimo jiné nález více děl, než by se na lodi takové velikosti očekávalo. Děla byla různé výroby – švédské, anglické, a pravděpodobně i francouzské – a často i různých velikostí, což bylo u posádek koloniálních pirátů běžné. Některá děla byla ještě nabitá. Hloubkové značení na části zádi naznačovalo, že loď byla vyrobena podle jednotek délky tehdy používaných ve Francii. Do konce roku 2007 se podařilo vyzvednout téměř 1/3 lodi včetně části trupu, velké části kýlu a části zádi, která vážila 680 kg. Během dalších let byly objeveny například keramické a cínové úlomky, záštita meče a mince.

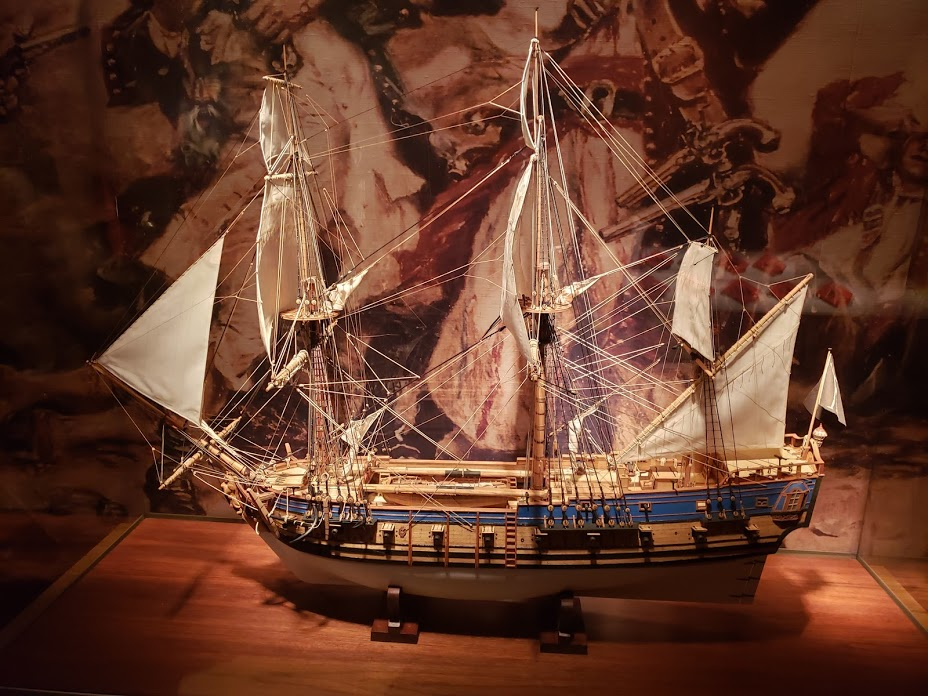
Model v North Carolina Museum of History

V roce 2011 byla vyzvednuta 1,4 tunová kotva a různé zbraně. Stát Severní Karolína také potvrdil, že vrak skutečně patří Pomstě královny Anny. Jako důkaz byl prezentován mosazný předmět sloužící k ověřování pravosti mincí s portrétem královny Anny, vyražený během let její vlády (1702–1714); stopka sklenice na víno zdobená diamanty a drobnými reliéfními korunkami, vyrobená na památku korunovace následníka královny Anny – krále Jiřího I.; pozůstatky francouzského loveckého meče s bustou, která se velmi podobá králi Ludvíku XV., který si v roce 1715 nárokoval francouzský trůn a injekční stříkačka pro léčbu pohlavních chorob se značkou označující výrobu v letech 1707 až 1715 v Paříži.
Archeologické práce se v roce 2015 pozastavily z důvodu právního sporu.
V lednu 2018 bylo uvnitř děla nalezeno 16 útržků papíru. Kousky pocházely z knihy A Voyage to the South Sea, and Round the World kapitána Edwarda Cooka a pravděpodobně sloužily jako vycpávka kanónu.
Celkem bylo objeveno 31 děl a více než 250 000 artefaktů. Některé objekty byly dlouhodobě propůjčeny Smithsonovu institutu a jsou vystaveny v National Museum of American History a také v Museé National de la Marine v Paříži.